# Schlüsselburg
Schlüsselburg (russisch Шлиссельбург Schlisselburg, 1944–1992 Петрокрепость/Petrokrepost, im Mittelalter Орешек/Oreschek; historisch schwedisch Nöteborg, finnisch Pähkinälinna) ist eine Stadt am linken Ufer der Newa, wo diese den Ladogasee verlässt, 35 Kilometer östlich von Sankt Petersburg. Die zur Oblast Leningrad gehörende Stadt hat 13.850 Einwohner (Stand 1. Januar 2024).
Die historische Altstadt und die Festung Schlüsselburg auf einer Flussinsel vor der Stadt wurden 1990 von der UNESCO in die Liste des Weltkultur- und Naturerbes der Menschheit aufgenommen.

## Geschichte

### Mittelalter und Frühe Neuzeit
Vor der eigentlichen Siedlung entstand im 14. Jahrhundert an derselben Stelle eine hölzerne Festung auf der vorgelagerten Insel in der Newa.
Die Festung wurde der russischen Geschichtsschreibung zufolge von Juri I. Daniilowitsch angelegt, der Großfürst von Moskau und gleichzeitig Fürst von Nowgorod war. Nach der schwedischen Version wurde die Insel erstmals 1299 vom Schweden Torgils Knutsson befestigt. 
1323 wurden in der Festung Verhandlungen um den russisch-schwedischen Grenzverlauf in Karelien geführt. Der Abschluss wird in der deutschsprachigen Geschichtsschreibung meist als Vertrag von Nöteborg bezeichnet. Die Festung selbst verblieb bei Nowgorod. Im Mai 1612 fiel die Festung nach neunmonatiger Belagerung im Ingermanländischen Krieg an Schweden. Während des Großen Nordischen Krieges konnte Peter I. die Festung im Jahr 1702 nach einem zehntägigen Beschuss für Russland endgültig zurückerobern. Er gab der Festung daraufhin den deutschen Namen „Schlüsselburg“, wohl weil er sie als „Schlüssel“ zur Eroberung eines Ostseezugangs ansah.
Am linken Ufer der Newa entwickelte sich ab 1702 auch die Siedlung Schlüsselburg. Sie erhielt im Jahre 1780 Stadtstatus. Ihre Anlage wurde durch die Kanal- und Schleusenanlagen des seit 1719 entstandenen, für die Newa-Schifffahrt wichtigen Ladogakanals geprägt.

### Neuzeit

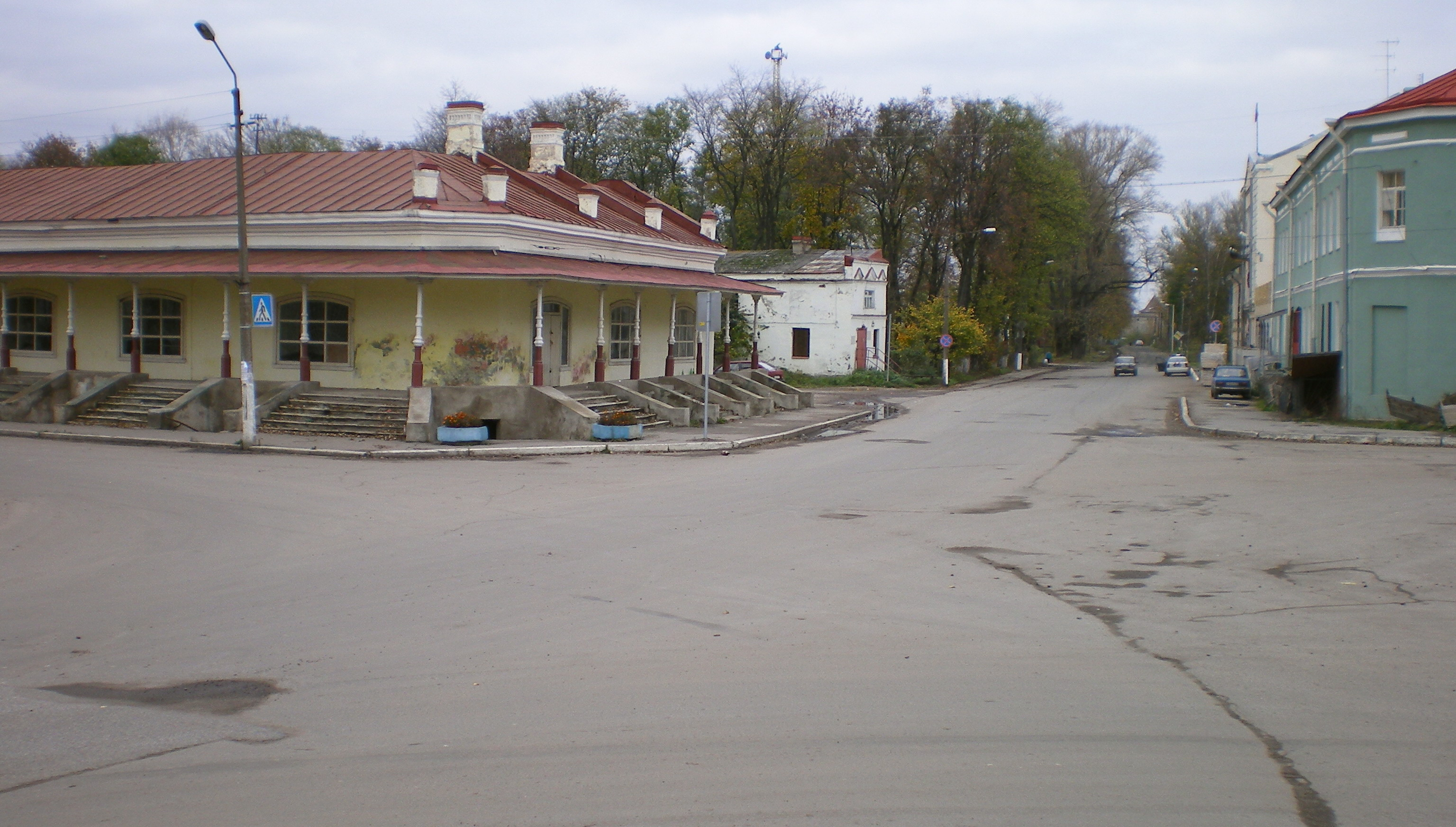
Kreuzung in Schlüsselburg

Am 8. September 1941 wurde Schlüsselburg nach schweren Kämpfen von der deutschen Wehrmacht eingenommen. Am 18. Januar 1943 konnte die Stadt von der Roten Armee im Rahmen der Operation Iskra zurückerobert werden.
Im Jahr 1944 wurde Schlüsselburg im Zuge der Tilgung deutscher Ortsnamen nach Peter dem Großen in Petrokrepost (Петрокрепость, wörtlich „Petersfestung“) umbenannt. 1992 erhielt die Stadt ihren alten Namen zurück.

### Bezug zu Schlüsselburg in Deutschland
In der Nähe von Nienburg (Weser) gibt es ebenfalls den Ort Schlüsselburg. 
Zum Gedenken an die Kämpfe im Zweiten Weltkrieg ist am dortigen Kriegerdenkmal ein Schild mit folgender Inschrift angebracht worden:
SCHLÜSSELBURG A / NEVA UND DER

GLEICHNAMIGE ORT A / WESER

MÖGEN DIE BRÜCKE SCHLAGEN ZUR

VÖLKERVERSTÄNDIGUNG UND FÜR DEN FRIEDEN.

UND DAS GEDENKEN AN DIE GEFALLENEN

BEIDER VÖLKER EHREN DIE IHR LEBEN

LIESSEN BEIM STURM DES

INF REGTS 424 UNTER OBERST HARRY HOPPE

AUF DIE NEVA – STADT AM 8.9.1942

### Bevölkerungsentwicklung
| Jahr      | 1897  | 1939  | 1959  | 1970  | 1979   | 1989   | 2002   | 2010   |
| --------- | ----- | ----- | ----- | ----- | ------ | ------ | ------ | ------ |
| Einwohner | 5.284 | 9.715 | 7.164 | 8.466 | 10.212 | 12.589 | 12.401 | 13.305 |

Anmerkung: Volkszählungsdaten

## Wirtschaft
Es gibt mehrere Schiffswerften in Schlüsselburg. 

## Verkehr

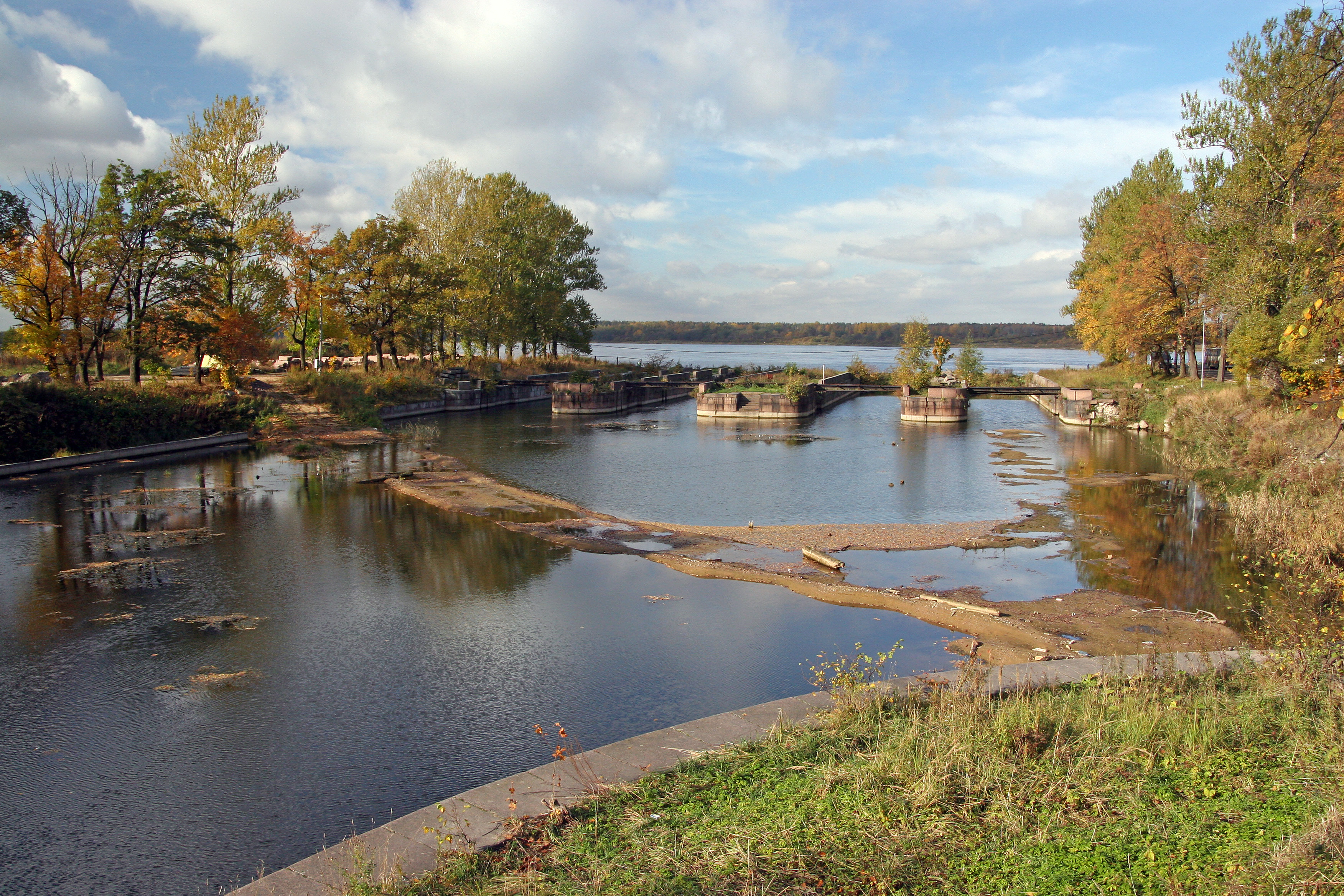
Die Schleusen des alten Ladogakanals

Der Bahnstation von Petrokrepost, auf dem anderen Ufer der Newa gegenüber von Schlüsselburg, hat Anschluss zum Ladoga-Bahnhof in St. Petersburg.
Die Fernstraßen A120, die St. Petersburg umgibt, und R21, die St. Petersburg und Murmansk verbindet, verlaufen einige Kilometer südlich der Stadt. 
Die Newa und der Ladogasee sind schiffbar. Der neue Ladogakanal, der als Teil des Wolga-Ostsee-Kanals bei Schlüsselburg beginnt, verbindet den Wolchow mit der Newa.

## Architektur

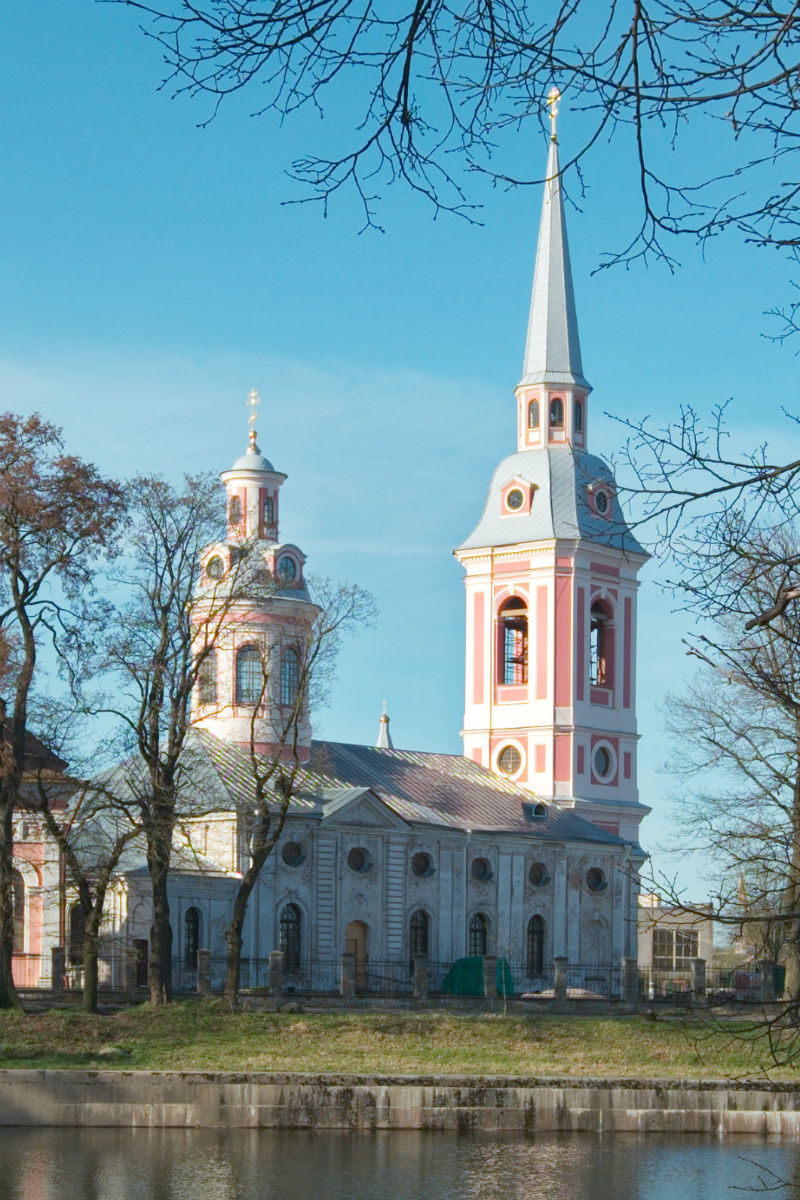
Kathedrale Mariä Verkündigung (2018)

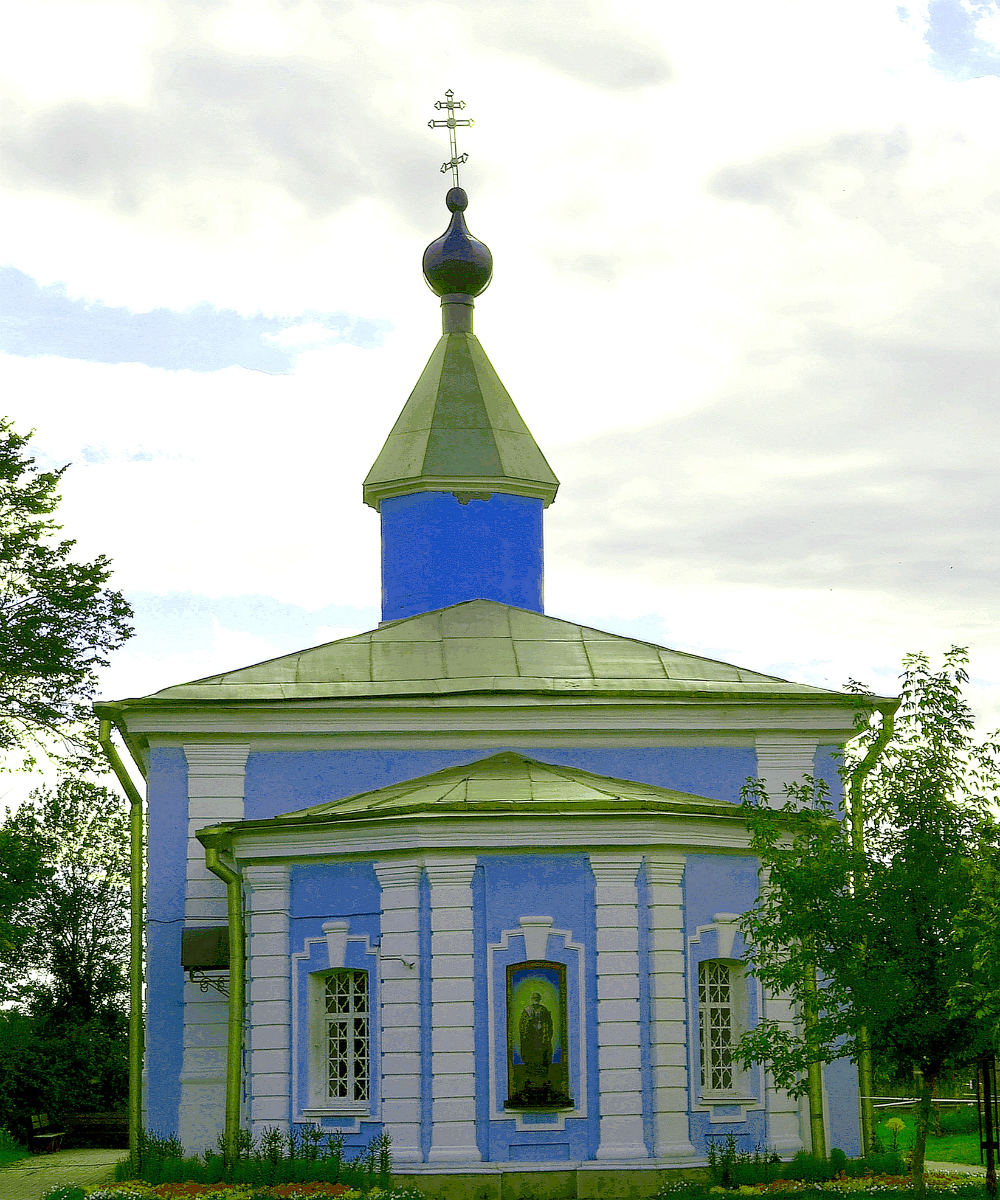
Nikolski Kirche in Schlüsselburg

Nur wenige historische Gebäude, abgesehen von ein paar Kirchen aus dem 18. Jahrhundert, sind erhalten geblieben. Die vielleicht bemerkenswerteste Sehenswürdigkeit ist der Alt-Ladoga-Kanal, der auf Geheiß Peters des Großen im Jahre 1719 begonnen und unter der Leitung von Feldmarschall Münnich zwölf Jahre später vollendet wurde.

## Persönlichkeiten
- Carl Friedrich von Hamberger (* 1745 in Schlüsselburg; † 1811 in Elbing), preußischer Generalmajor